# Maks Lešnik starejši
Maks Lešnik, slovenski grafični inženir, gasilec * 1943.

## Odlikovanja in nagrade
Leta 1997 je prejel častni znak svobode Republike Slovenije z naslednjo utemeljitvijo: »za plodno in vztrajno delo na področju varstva pred požari, za osebni prispevek pri gašenju brezštevilnih požarov in za požrtvovalna reševanja ljudi in premoženja v naravnih nesrečah«. Na kongresu GZ Slovenije na Bledu leta 2003 prejel najvišje gasilsko priznanje Nagrado Matevža Haceta.
Leta 2020 je prejel kipec Civilne zaščite Republike Slovenije za življenjsko delo na področju zaščite in reševanja.